# Berghaus (Waidhaus)
Berghaus ist ein Ortsteil des bayerischen Marktes Waidhaus im Landkreis Neustadt an der Waldnaab im Regierungsbezirk Oberpfalz.

## Geographische Lage
Berghaus liegt etwa vier Kilometer nordwestlich von Waidhaus und drei Kilometer südöstlich der tschechischen Grenze am Westhang des Sulzberges.

## Geschichte
Das Amt Pleystein wurde für das 18. Jahrhundert beschrieben in einer Konskription des Pflegamtes von 1770, einer Amtsbeschreibung von 1780, in den Generalakten von 1792, in der topographischen Beschreibung des Herzogtums Sulzbach von 1799/1800, im Häuser- und Rustikalsteuerkataster und im Urkataster von 1840.
In diesen Dokumenten wurde die Einöde Berghaus als zur Gemeinde Reinhardsrieth aufgezeichnet.
Zur Gemeinde Reinhardsrieth gehörten außer Berghaus noch das Dorf Hagendorf, das Dorf Leßlohe und der Weiler Hagenhaus.
In Berghaus gab es ein Anwesen. Berghaus gehörte zu dieser Zeit zur Pfarrei Miesbrunn.
1805 gehörte Berghaus zum 3. Viertel des Pflegamtes Pleystein.
Der zuständige Viertelmeister saß in Hagendorf.
1808 wurden Steuerdistrikte gebildet. Berghaus gehörte zum Steuerdistrikt Hagendorf der außer Hagendorf selber noch die Dörfer Hinterbrünst, Leßlohe, Reinhardsrieth und die Einöden Berghaus, Hagenhaus, Lösselmühle, Zitzmannhaus und Waldheim enthielt. Der Steuerdistrikt Hagendorf gehörte nun zum Landgericht Vohenstrauß.
Aus den Steuerdistrikten entstanden Märkte, Ruralgemeinden und Dorfgemeinden. 1821 gehörte Berghaus mit einer Familie zur Dorfgemeinde Hagendorf mit 26 Familien.
1830 wurde die Gemeinde Hagendorf mit Berghaus nach Reinhardsrieth eingemeindet.

## Religion
Berghaus gehörte zur Pfarrei St. Wenzeslaus Miesbrunn und zum Dekanat Leuchtenberg.
1913 hatte Berghaus 1 Haus und 7 Katholiken. Die Einwohner der Pfarrei Miesbrunn waren zu dieser Zeit zu 99,44 % katholisch.
1941/42 wurde eine Umpfarrung von Berghaus in die Pfarrgemeinde Waidhaus abgelehnt.
1990 gehörte Berghaus trotzdem mit 9 Katholiken zur Pfarrei Waidhaus, Dekanat Leuchtenberg.
Im Jahr 2011 waren von den Einwohnern der Gemeinde Waidhaus 86,6 % katholisch und 3,8 % evangelisch.

## Tourismus
In Berghaus werden Wanderritte in die Umgebung organisiert.
Ein eigenes Pferd kann auch mitgebracht werden.